# Chispin
Chispin nebo Chaspin (hebrejsky חיספין nebo חַסְפִּין , podle zdejší vysídlené syrské vesnice Khisfin, která uchovávala název starověkého židovského sídla חספיה – Chaspin, v oficiálním přepisu do angličtiny Haspin, přepisováno též Hispin) je izraelská osada na Golanských výšinách v Oblastní radě Golan.

## Geografie
Nachází se v nadmořské výšce 415 metrů, cca 24 kilometrů severovýchodně od města Tiberias, cca 75 kilometrů východně od Haify a cca 128 kilometrů severovýchodně od centra Tel Avivu. Chispin leží na náhorní plošině v jižní části Golanských výšin, v místech kde z vodní nádrže severně od obce vychází vádí Nachal El Al, které pak teče západním směrem do Galilejského jezera.
Vesnice je situována v oblasti s hustou sítí zemědělského osídlení, takřka výlučně židovského, tedy bez arabských sídel. Je součástí bloku nábožensky orientovaných sídel zvaného Guš Chispin, do kterého patří ještě vesnice Avnej Ejtan, Nov a Ramat Magšimim. Chispin je na dopravní síť Golanských výšin napojena pomocí silnice číslo 98 – hlavní severojižní komunikace v tomto regionu.

## Dějiny
Chispin leží na Golanských výšinách, které byly dobyty izraelskou armádou v roce 1967 a jsou od té doby cíleně osidlovány Izraelci. Tato vesnice byla založena roku 1973 jako polovojenská osada typu Nachal pod jménem Kfar Ginat (כפר גינת). V roce 1977 (podle jiných pramenů v roce 1978) byla přeměněna v trvalé sídlo. Ekonomická forma obce bývá někdy uváděna jako mošav, jindy jako společná osada (jišuv kehilati).
Chispin slouží jako středisková obec pro blok vesnic Guš Chispin. Nachází se zde mateřské školy, základní škola, ješiva s 540 studenty. Místní ekonomika je na rozdíl od okolních vesnic jen v menší míře založena na zemědělství. Velká část obyvatel se zabývá výukou v náboženských školách. Severně od vesnice leží umělé jezero Ma'agar Bnej Jisra'el (מאגר בני ישראל), největší vodní plocha na Golanských výšinách, postavená v letech 1980–84. Kromě zadržování dešťové vody chrání nádrž vádí Nachal El Al před náhlými povodněmi.

## Demografie
Chispin je osadou s nábožensky založenými obyvateli. Jde o menší sídlo vesnického typu ale se střediskovou funkcí a s dlouhodobě rostoucí populací. K 31. prosinci 2014 zde žilo 1719 lidí. Během roku 2014 stoupla populace o 34,3 %.
| Rok            | 1983 | 1995 | 1999  | 2000  | 2001  | 2003  | 2004  | 2005  | 2006  | 2007  | 2008  | 2009  | 2010  | 2011  | 2012  | 2013  | 2014  |
| -------------- | ---- | ---- | ----- | ----- | ----- | ----- | ----- | ----- | ----- | ----- | ----- | ----- | ----- | ----- | ----- | ----- | ----- |
| Počet obyvatel | 360  | 980  | 1 170 | 1 170 | 1 170 | 1 262 | 1 262 | 1 273 | 1 312 | 1 369 | 1 374 | 1 348 | 1 360 | 1 475 | 1 236 | 1 280 | 1 719 |